# مارک-ادوار ولاشیچ
مارک-ادوار ولاشیچ (کرواتی: Vlašić؛ زادهٔ ۳۰ مارس ۱۹۸۷) بازیکن هاکی روی یخ اهل کروات‌تبار اهل کانادا است.